# Gabriele Iannelli
Gabriele Iannelli (Capua, 9 febbraio 1825 – 14 dicembre 1895) è stato un prete, archivista e archeologo italiano. Fondatore del museo provinciale campano di Capua, compì numerose ricerche storiografiche e archeologiche sulla Campania.

## Biografia
Nato a Capua il 9 febbraio 1825, terminò gli studi religiosi, diventando canonico del capitolo metropolitano di Capua.
Il 21 agosto 1869 fu creata la Commissione per la Conservazione dei Monumenti e padre Iannelli ne divenne segretario. Questi impegni lo portarono nel 1870 alla fondazione del museo provinciale campano di Capua di cui fu il primo direttore. Inoltre, fu ispettore agli scavi e ai monumenti di Capua.
I suoi obblighi lo portarono ad avere una regolare corrispondenza con Theodor Mommsen, che aveva codificato le iscrizioni epigrafiche del Regno di Napoli.
He effettuato ricerche archeologiche nella Campania e pubblicato o supervisionato la stesura di numerosi articoli. Fu autore di un registro di carte di Capua che rimane un riferimento per gli studi storiografichi della regione.
È morto il 14 dicembre 1895. A Capua e a Napoli gli sono state intitolate due vie.